# Magomied Dżafarow (judoka)
Magomied Radżabowicz Dżafarow (ros. Магомед Раджабович Джафаров, ur. 18 lipca 1976) – rosyjski judoka. Olimpijczyk z Aten 2004, gdzie odpadł w eliminacjach w wadze półlekkiej.
Brązowy medalista mistrzostw świata w 2003; piąty w 1997; uczestnik zawodów w 2005. Startował w Pucharze Świata w latach 1997-2000 i 2003-2006. Złoty medalista mistrzostw Europy w 1999 w drużynie. Mistrz uniwersjady w 2001. Mistrz Rosji w 1998, 2000, 2001 i 2003; drugi w 1996, 1997 i 2006; trzeci w 2008 roku.

## Letnie Igrzyska Olimpijskie 2004
| Konkurencja | Eliminacje           | Eliminacje                 | Eliminacje               | Repasaże              | Klas. końcowa |
| Konkurencja | Przeciwnik I         | Przeciwnik II              | 1/4                      | Przeciwnik I          | Miejsce       |
| ----------- | -------------------- | -------------------------- | ------------------------ | --------------------- | ------------- |
| 90 kg       | Alex Ottiano (USA) Z | Henrique Guimarães (BRA) Z | Masato Uchishiba (JPN) P | Jorge Lencina (ARG) P | 4 runda.      |